# Kusacz leśny
Kusacz leśny (Eudromia formosa) – gatunek średniej wielkości ptaka lądowego z rodziny kusaczy (Tinamidae).

## Zasięg występowania
Kusacz leśny występuje w zależności od podgatunku:
- E. formosa formosa – północno-środkowa Argentyna
- E. formosa mira – Paragwaj i prawdopodobnie przyległa północna Argentyna

## Morfologia
Długość ciała 375–410 mm, skrzydła samic 210–229 mm, samców 209–224 mm, dzioba samic 25–32,5 mm, samców 26–31,5 mm, skoku samic 48–55 mm, samców 52–53 mm, środkowego palca samic 27,5–30 mm, samców 32,5–35 mm, czuba samic 49–67 mm, samców 48,5–59 mm.

## Status
Międzynarodowa Unia Ochrony Przyrody (IUCN) uznaje kusacza leśnego za gatunek najmniejszej troski (LC – Least Concern) nieprzerwanie od 1988 roku. Liczebność populacji nie została oszacowana; w 1996 roku ptak ten opisywany był jako dość pospolity. Trend liczebności populacji uznawany jest za spadkowy ze względu na niszczenie siedlisk i przekształcanie ich w tereny rolnicze.